# Monte Clark
El Monte Clark es un pico de granito de 3513 m de altura, que está en la Cordillera Clark, una cordillera de Sierra Nevada, en su parte norte. Tanto la montaña como la cordillera reciben su nombre en honor a Galen Clark, uno de los primeros exploradores y luego también el primer guardián del Parque nacional de Yosemite y de Mariposa Grove, una arboleda llena de secuoyas. 

## Ubicación y alrededores
Está situado en el condado de Mariposa en California, Estados Unidos, en el parque nacional de las Secuoyas. Su ubicación es cerca del extremo norte de la Cordillera Clark, a 2,2 km al sur del monte Quartzite y a 2,6 km al norte del monte Grey. Se nombró oficialmente así el 1 de enero de 1932.
Cabet también destacar que el lago Obelisk, a 3003 m de altura, se encuentra en el flanco noreste de la montaña y que también es un destino popular para los montañeros, ya que es excelente para subirlo.